# Municipio de Morgan (condado de Franklin, Iowa)
El municipio de Morgan (en inglés: Morgan Township) es un municipio ubicado en el condado de Franklin en el estado estadounidense de Iowa. En el año 2010 tenía una población de 265 habitantes y una densidad poblacional de 2,83 personas por km².

## Geografía
El municipio de Morgan se encuentra ubicado en las coordenadas 42°40′50″N 93°26′44″O / 42.68056, -93.44556. Según la Oficina del Censo de los Estados Unidos, el municipio tiene una superficie total de 93.69 km², de la cual 93,38 km² corresponden a tierra firme y (0,34 %) 0,32 km² es agua.

## Demografía
Según el censo de 2010, había 265 personas residiendo en el municipio de Morgan. La densidad de población era de 2,83 hab./km². De los 265 habitantes, el municipio de Morgan estaba compuesto por el 93,21 % blancos, el 2,26 % eran afroamericanos, el 0,38 % eran asiáticos, el 3,4 % eran de otras razas y el 0,75 % eran de una mezcla de razas. Del total de la población el 9,43 % eran hispanos o latinos de cualquier raza.